# 아몬드밀크

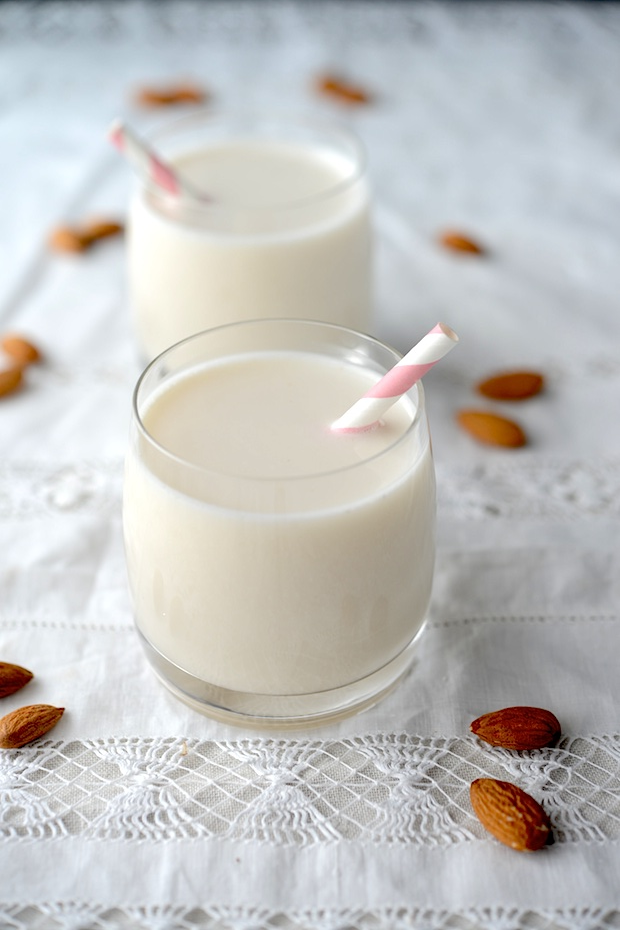
아몬드밀크

아몬드밀크(Almond milk)는 아몬드로 만든 식물성 밀크이다. 락토스가 없기 때문에 젖당불내증 환자에게 좋다. 현재 미국에서 두유보다 큰 시장을 형성하였다.

## 나라별 제품

### 미국
캘리포니아의 협동조합 블루 다이아몬드 그로워즈에서 만든 아몬드 브리즈(Almond breeze) 등의 제품이 시판되고 있다.

### 대한민국
아몬드 브리즈를 매일유업에서 수입 판매한다. 삼육식품에서 아라몬드라는 제품을 출시하였으며, 코카콜라는 아데스라는 이름의 아몬드밀크를 출시했다.

## 같이 보기
- 코코넛 밀크
- 두유
- 라이스밀크
- 식물성 밀크